# Trekronersporet
Trekronersporet er et 9,4 km langt mountainbikespor i Himmelevskoven øst for Roskilde. Med start punkt på Herregårdsvej ( 55°39'33.65"N 12°7'12.58"E) snor sporet sig gennem en gammel grusgrav, som i dag er plantet med blandet skov. Ruten er markeret med blå maling og blå bånd og er teknisk sværere end det gennemsnitlige mountainbikespor i Danmark. Dermed henvender Trekronersporet sig til den øvede mountainbiker. Samtidig er sporet lagt, så områdets områdets topografi udnyttes bedst muligt. Sporet er anlagt på overvejende sandet jord i stilen Singletrack. De sværeste pasager kan dog undgås ved at køre såkaldte Chicken runs. Sporet er opkaldt efter den nærvedliggende bydel Trekroner.     
Sporet er beskrevet på Naturstyrelsens hjemmeside og Roskilde Mountainbike Klubs hjemmeside.

## Etableringen af sporet
Initiativet til at få etableret sporet blev taget af Thorbjørn B. Hededal i efteråret 2010. I samarbejde med Naturstyrelsen, Roskilde Mountainbike Klub samt lokale ildsjæle blev første etape af sporet lagt den 9. april 2011. Omkring 30 frivillige var mødt frem med spader, river og grensakse. Dagen efter, den 10. april 2011, blev sporet officielt indviet. Siden er sporet blevet forbedret med adskillige arbejdsdage, hvor frivillige fra det lokale mountainbikemiljø har arbejdet med sporet.[kilde mangler] Senest den 14. april 2012 hvor stor dele af sporet blev lagt om.[kilde mangler]

## Brug
I dag bruges sporet primært af lokale mountainbikere, men tiltrækker også ryttere fra København og Nordsjælland.[kilde mangler] Desuden bruges sporet som træningsspor for Roskilde Mountainbike Klub tirsdage og søndage året rundt.

## Bæredygtigt spor
Efter etableringen af sporet har man så vidt muligt forsøgt at bygge bæredygtige principper ind i sporet. Med bæredygtighed menes et spor, hvor erosion og slid ikke ødelægger spor og skov på lang sigt. Det er International Mountain Bicycling Association (IMBA), der står bag principperne i bæredygtige mountainbikespor.

## Vedligeholdelse
Vedligeholdelse af sporet sker primært gennem Roskilde Mountainbike Klub.
Klubben, som også var med til at grundlægge det hvide spor ved Avnstrup, er meget aktiv inden for vedligeholdelse og udbygning af lokale spor til glæde for alle der dyrker sporten.[kilde mangler] I 2012 blev der også anlagt spor i Boserup Skov.